# Jean Thiroux
Dom Jean-Évangéliste Thiroux, né à Autun en 1663 et mort le 14 septembre 1731 à l'abbaye Saint-Germain d'Auxerre, est un moine bénédictin de la Congrégation de Saint-Maur, écrivain.

## Biographie
Né dans une famille de notable autunois, Jean Évangéliste Thiroux entra chez les bénédictins de la congrégation de Saint-Maur en 1680 et fit sa profession le 29 avril 1681 à l'Abbaye de la Sainte-Trinité de Vendôme. Il professa ensuite la théologie et la philosophie pendant plusieurs années avec beaucoup de succès à l'Abbaye Saint-Rémi de Reims.
Nommé prieur de l'Abbaye de Nogent-sous-Coucy puis au Prieuré Saint-Nicaise de Meulan, il y fut arrêté sur ordre du roi le 25 octobre 1703, quelques jours après son ami Dom Thierry de Viaixnes (1659-1735), bénédictin janséniste, membre de la congrégation de Saint-Vanne, et conduit à la Bastille.
Ses supérieurs essayèrent en vain de découvrir les raisons de cette arrestation et de sa détention. Ils rencontrèrent le cardinal de Noailles (1651-1729) ainsi que le Père Lachaise (1624-1709), confesseur du roi Louis XIV.  L'un et l'autre s'étonnèrent que Dom Thiroux fût de la congrégation de Saint-Maur, croyaient que Thiroux était de celle de Saint-Vanne. Mais ils ne dirent rien des motifs de cette arrestation.
Quinze jours après son arrestation, ses supérieurs apprirent qu'il avait été interrogé par le lieutenant général de Police d'Argenson (1652-1721) en personne et que le religieux, qui avait jusqu'alors mangé à la table du Gouverneur, en avait été retranché et transféré ailleurs.
Les supérieurs interrogèrent Monsieur d'Argenson sur le sujet de l'emprisonnement de Dom Thiroux, mais celui-ci ne voulut rien dire. Quelques jours plus tard, ils apprirent que des théologiens jésuites examinaient, à la maison de campagne du Père Lachaise, à Mont-Louis, les papiers de philosophie et de théologie que Dom Thiroux enseignait à ses élèves lorsqu'il était à Reims.
En désespoir de cause, et après plusieurs tentatives infructueuses pour faire libérer leur religieux, les supérieurs de Dom Thiroux décidèrent d'en appeler au roi, mais des amis les en dissuadèrent. 
Dom Thiroux fut ainsi prisonnier à la Bastille du mois d'octobre 1703 au 15 février 1710. On le conduisit alors à Saint-Germain, expliquant qu'étant resté très longtemps enfermé, il était préférable de le mettre dans une chambre à l'infirmerie pendant trois semaines à un mois avant de lui faire prendre le grand air. Puis il fut transféré à l'Abbaye Saint-Florentin de Bonneval (diocèse de Chartres).
C'est à ce moment que les religieux de la Congrégation de Saint-Maur apprirent que Dom Tiroux avait enseigné la théologie à Reims à la même époque que Dom Thierry de Viaixnes, ce dernier enseignant à l'Abbaye Saint-Pierre d'Hautvillers. Les deux hommes avaient lié une amitié solide et étroite. Ils avaient tous deux la considération de Monseigneur Le Tellier (1642-1710), archevêque de Reims, pour leur science et leur mérite personnel.
Dans une thèse publique chez les Jésuites, Dom Thiroux argumenta sur le fait des Cinq propositions et poussa si vivement, soutenant le président, qu'il embarrassa l'assemblée. Dom Thiroux mit par écrit son argumentaire avec les réponses qu'on lui avait faites et l'envoya à Dom Thierry de Viaixnes. Celui-ci en fit courir des copies dans Reims, avec des notes de sa façon. Une préface assez vive que Dom Thierry composa quelque temps après pour être mise à la tête de l'Addition de quelques ouvrages de  (en) Thomas de Lemos Tomas de Lemos (en) acheva de mettre le comble à la disgrâce de Dom Thierry et entraîna la chute de Dom Thiroux. Lors d'un voyage entrepris  aux Pays-Bas, les deux amis rencontrèrent  à Bruxelles le Père Pasquier Quesnel (1634-1719), oratorien, théologien janséniste qui y habitait. Depuis lors, Dom Thierry entretenait un commerce avec lui, et Dom Thiroux faisait de même. Le Père Quesnel fut arrêté et tous ses papiers saisis. On y trouva des lettres de Dom Thierry, mais pas de Dom Thiroux. Mais après l'arrestation de Dom Thierry et la saisie de ses papiers, on y trouva là des lettres de Dom Thiroux qui fut à son tour arrêté. Après son interrogatoire par d'Argenson, il fut mis à l'isolement pendant dix-huit mois. Après qu'il eut enfin reçu encre et papier, il rédigea son Abrégé de Théologie et, étant en compagnie de deux autres religieux, il apprit l'anglais et l'hébreu.
En même temps que la lettre de cachet pour l'élargissement de Dom Thiroux, le ministre d'État Pontchartrain (1643-1727) écrit de Versailles le 12 février 1710 au Père Général (1699-1711) Dom Simon Bougis (1630-1714). Il lui annonce que le roi avait accordé la liberté à son religieux, à condition qu'il se retirât dans l'Abbaye Saint-Florentin de Bonneval, d'où il ne pourrait sortir sans l'ordre de Sa Majesté. Que le Père Général aurait une attention toute particulière sur sa doctrine, ses mœurs dont le dérèglement a paru dans ses propres lettres. Cette accusation n'était fondée que sur quelques expressions, auxquelles les ennemis de Thiroux avaient donné un mauvais sens pour le calomnier de jansénisme, alors que ses mœurs avaient toujours été irréprochables. Ses écrits ne lui furent pas rendus, Monsieur d'Argenson ayant ordre de les garder.
Après la mort du roi, le 1er septembre 1715, Dom Thiroux fut envoyé à l'Abbaye Saint-Germain-des-Prés. Par la suite, à l'Abbaye de Saint-Denis, il seconda le Père de Sainte-Marthe pour son nouveau Gallia Christiana, auquel il travailla jusqu'en 1727. Cette année-là, le supérieur général Dom Pierre Thibault, par complaisance pour le cardinal et abbé commendaire de l'abbaye de Saint-Germain-des-Prés depuis 1715,  Henri-Pons de Thiard de Bissy (1657-1737), fit sortir  Dom Thiroux de Saint-Germain-des-Prés, ainsi que plusieurs religieux opposés à l'acceptation de la Bulle. L'Abbé René Pucelle (1655-1745) le demanda pour son Abbaye Saint-Léonard de Corbigny, ce qu'on lui accorda. Il y resta quelque temps, puis alla ensuite à l'Abbaye Notre-Dame de Molesme, et enfin à l'Abbaye Saint-Germain d'Auxerre où il mourut le 14 septembre 1731.

## Œuvres
- Oraison funèbre de Monsieur le Duc d'Orléans, Philippe de France (1640-1701), frère unique de Louis XIV, décédé le 9 juin 1701 qu'il composa, fit imprimer et prononça dans l'église de l'Abbaye Saint-Corneille de Compiègne.
- Theologia pauperum Sacerdotum, abrégé de théologie, rédigé pendant son incarcération à la Bastille (1703-1710) à l'usage des curés et religieux des campagnes. Représente trois ou quatre volumes in-4°, dont le manuscrit est introuvable en 1770.
- Gallia Christiana avec Dom Félix Hodin et Dom Joseph Duclou sous la direction du Père Denis de Sainte-Marthe pour les trois premiers volumes du nouveau Gallia Christiana. On lit dans la Bibliothèque des auteurs de Bourgogne que Dom Thiroux rangea et dressa des mémoires pour des Métropoles entières et qu'il y joignit les remarques et observations nécessaires. Après la mort de Sainte-Marthe, ses trois compagnons continuèrent son ouvrage. Le quatrième tome, qui contient la Métropole de Lyon passe pour être l'ouvrage de Dom Thiroux (1728)[1]
- Dom Jean Thiroux & Dom Lambert, Histoire abrégée de l'Abbaye de Saint-Florentin de Bonneval, continuée par l'abbé Beaupère et M. Lejeune, et publiée sous les auspices de la société dunoise par le docteur Vincent Bigot

## Postes occupés
- 1680 - novice à l'Abbaye de la Trinité de Vendôme
- 1681 - profession le 29 avril à la Trinité de Vendôme
- s.d. - Professeur de théologie à l'Abbaye Saint-Rémi de Reims
- s.d. - Prieur de l'Abbaye de Nogent-sous-Coucy
- s.d. - Prieur du Prieuré Saint-Nicaise de Meulan dépendant de l'Abbaye Notre-Dame du Bec
- du 25 octobre 1703 au 15 février 1710 - Prisonnier à la Bastille
- 1710 - Abbaye de Saint-Germain-des-Prés
- 1711 - Abbaye Saint-Florentin de Bonneval
- 1715 - Abbaye de Saint-Germain-des-Prés
- 1727 - Abbaye de Saint-Denis
- 1728 -  Abbaye de Saint-Germain-des-Prés
- 1728 - Abbaye Saint-Léonard de Corbigny
- 1729 - Abbaye Notre-Dame de Molesme
- 1730-1731 - Abbaye Saint-Germain d'Auxerre

### Sources
- Archives Nationales, série U*973,Catalogue d'une bibliothèque saisie chez Dopm Jean Thiroux, XVIIe siècle, provient des archives de la Bastille.